# Дзубиена
Дзубиѐна (на италиански: Zubiena; на пиемонтски: Zubien-a, Дзубиен-а) е село и община в Северна Италия, провинция Биела, регион Пиемонт. Разположено е на 492 m надморска височина. Населението на общината е 1226 души (към 2014 г.).